# Jesús Adrián Rodríguez Samaniego
Jesús Adrián Rodríguez Samaniego (Chihuahua, Chihuahua; 3 de junio de 1975-ídem; 10 de diciembre de 2016) fue un periodista de radio mexicano, que laboraba en Antena 102.5 FM y anteriormente reportero de nota roja para El Heraldo de Chihuahua, que fue asesinado el 10 de diciembre de 2016 en Chihuahua, Chihuahua, México. Reportes apuntan a que una de las posibles causas de su asesinato pudo haber sido sobre la una investigación realizada en 2013 por Rodríguez sobre el arresto de dos hermanos de Sinaloa. Su caso sería el undécimo ocurrido en 2016, año en que se registró el mayor número de asesinatos de periodistas en México.

## Vida personal
Samaniego nació en 1975 en Chihuahua, Chihuahua. Salió pequeño de casa el cual tuvo la fortuna de que una persona del medio le diera estudios. Nunca se casó y solo dejó dos hijos a su apellido, teniendo varias parejas y más hijos pero no comprobar identidad de los demás.

## Carrera
Samaniego era un periodista radiofónico en Antena 102.5 FM, una estación radiofónica local propiedad del grupo GRD Multimedia, y anteriormente se había desempeñado como reportero de nota roja para El Heraldo de Chihuahua en la ciudad de Chihuahua. Por más de 15 años colaboró con varios medios de comunicación locales, destacando su labor como reportero de la sección policial de El Heraldo de Chihuahua. Cada sábado participaba en la emisión los reporteros, en Antena 102.5 FM. A través de su trabajo, documentó la vida cotidiana y la realidad de Chihuahua para mantener informada a su comunidad. 

## Asesinato
Jesús Adrián Rodríguez Samaniego fue asesinado a quemarropa fuera de su casa localizada en el barrio de Santa Rosa de la ciudad de Chihuahua, alrededor de las 7:30 a. m. del 10 de diciembre de 2016. Samaniego conducía su automóvil, modelo Tsuru para dirigirse a su trabajo en la mesa de análisis "Los Reporteros", programa de emisión sabatina. Dos hombres desconocidos se le acercaron y le dispararon en al menos 8 ocasiones con una pistola calibre .45. Samaniego murió de forma instantánea en la escena del crimen. Por algunos días había estado investigando sobre el delicado caso del arresto de dos personas de las cuales se obtuvo su confesión mediante la tortura, causada por agentes de la Fiscalía General del Estado. No se hallaron reportes con algún posible sospechoso de su asesinato.

## Contexto
El asesinato de Samaniego continúa siendo investigado, pero los informes declararan que no hubo amenazas muy particulares antes de que los acontecimientos ocurrieran. El Heraldo de Chihuahua informó que el posible motivo del asesinato puede haber sido una investigación realizada por Rodríguez en 2013 sobre el arresto de dos hermanos en el estado de Sinaloa. En diciembre de 2016, los hombres fueron detenidos como sospechosos en un ataque de julio de 2009 contra un convoy del gobierno que mató a dos policías ya un funcionario de la Secretaría de Desarrollo Social federal. Reporteros Sin Fronteras clasifica a México como el país más mortífero para los periodistas en el Hemisferio Occidental. Además, desde el año 2000, la organización ARTÍCULO 19 ha documentado 100 homicidios de periodistas, de los cuales 12 fueron registrados en Chihuahua.

## Impacto
Jesús Adrián Rodríguez Samaniego fue sólo uno de los múltiples periodistas asesinados en respuesta a su trabajo. Hasta el momento de su muerto se habían registrado 12 asesinatos en Chihuahua desde el año 2000. La organización ARTÍCULO 19 pide al fiscal general del Estado de Chihuahua que realice una investigación imparcial, diligente y con estricta observancia de la legalidad, teniendo en cuenta como principal línea de investigación su ejercicio periodístico. También ha solicitado que el Mecanismo de Protección para Defensores de Derechos Humanos y el gobierno estatal de Chihuahua implementen todas las medidas necesarias para salvaguardar la vida, la libertad y la integridad de la familia del periodista y garantizar la efectividad de la alerta temprana implementada por ambos. entidad.

## Reacciones
Irina Bokova, director general de la UNESCO, comentó al respecto, "condeno el asesinato de Jesús Adrián Rodríguez Samaniego, llamo en las autoridades para investigar este delito y llevar a sus perpetradores a justicia. La sociedad en su conjunto debe asumir la responsabilidad de la seguridad de los periodistas de quienes todo el mundo depende para mantener un debate público informado. No se puede permitir que la violencia contenga el derecho humano fundamental de la libertad de expresión y la libertad de información."
Un representante de la Oficina en México del Alto Comisionado de las Naciones Unidas para los Derechos Humanos emitió la siguiente declaración: "Este ataque debe ser debidamente investigado, agotando todas las líneas de investigación, incluidas las relacionadas con la actividad periodística del Sr. Rodríguez Samaniego. No sólo los responsables directos de su homicidio deben ser llevados ante la justicia, pero también los autores intelectuales, si los hay, y no debe quedar impune ningún ataque contra los medios de comunicación ni contra los periodistas ".

"Reporteros Sin Fronteras expresa su conmoción por este nuevo crimen y ofrece su apoyo total a la familia de Adrián Rodríguez y sus compañeros periodistas", dice Emmanuel Colombié, director de la oficina de RSF en América Latina. "México acaba de experimentar un año dramático en términos de seguridad sindical periodística, es hora de establecer mecanismos confiables de protección en los estados más violentos del país, donde la prensa es sistemáticamente apuntada cuando está interesada en la corrupción y el crimen organizado".